# Памятник Виталию Попкову
Памятник-бюст дважды Герою Советского Союза лётчику Виталию Ивановичу Попкову был торжественно открыт 17 ноября 1953 года в Москве в сквере на Самотёчной улице. Авторы монумента — скульптор Л. Е. Кербель и архитектор Л. Г. Голубовский. Памятник имеет статус объекта культурного наследия регионального значения.
Бронзовый бюст В. И. Попкова установлен на гранитном постаменте. Лётчик одет в парадную форму со всеми наградами. Постановка головы фронтальная. В бюсте скульптор передал определённое настроение и акцентировал внимание на чертах, характеризующих мужество, волю, честность, человечность и жизнелюбие Попкова. Искусствовед А. И. Замошкин писал: «Мужественное, исполненное спокойного достоинства, внутренне напряженное обаятельное лицо с открытым взглядом привлекает зрителя, вызывает глубокое доверие к герою». Силуэт памятника хорошо воспринимается издалека и вписывается в пейзаж сквера.
Пьедестал органично связан с бюстом и придаёт памятнику монументальность. Высокий цилиндрический постамент из тёмно-красного полированного гранита, привезённого с Украины, переходит в куб в нижней части. На лицевой стороне постамента — бронзовая табличка с текстом указа о награждении В. И. Попкова второй медалью «Золотая Звезда» и приказом установить в его честь памятник.